# Rudolf Drößler
Rudolf Drößler (* 18. Mai 1934 in Zeitz; † 23. November 2022) war ein deutscher Sachbuchautor und Wissenschaftsjournalist.

## Leben
Rudolf Drößler verbrachte seine Kindheit in Zeitz, wo er 1952 auch sein Abitur machte. Nachdem er bis 1956 in Leipzig Germanistik studiert hatte, war er viele Jahre Lehrer an der Erweiterten Oberschule „Geschwister Scholl“ (heutiges Geschwister-Scholl-Gymnasium) in Zeitz. Im Jahre 1963 legte er extern sein Staatsexamen für Astronomie an der Pädagogischen Hochschule Potsdam ab. Viele Jahre war er Fachberater für Astronomie im damaligen Kreis Zeitz.
Neben seiner beruflichen Tätigkeit betrieb er archäologische und kulturhistorische Studien. Auch bei seiner ehrenamtlichen Tätigkeit als Boden- und Denkmalpfleger erwarb er sich umfangreiche Kenntnisse auf den Gebieten, die später Gegenstand seiner Werke wurden.
Nach seinen ersten erfolgreichen Büchern wurde er ab 1975 als freischaffender Wissenschaftsjournalist und Sachbuchautor auf den Gebieten Astronomie, Archäologie und Kulturgeschichte bekannt. Dabei setzte er sich kritisch mit der Astrologie und anderen Pseudowissenschaften auseinander. Die meisten dieser Werke wurden auch in anderen Ländern (und Sprachen) veröffentlicht.
Daneben entstanden Theaterstücke und andere Werke von regionaler Bedeutung. 1988 veröffentlichte Rudolf Drößler einen biografischen Roman über Otto Hauser, einen Schweizer Archäologen, der in der Zeit des Ersten Weltkrieges in den Konflikt zwischen Deutschland und Frankreich geriet.
Zusammen mit Manuela Freyberg verwaltete er zudem die Wissenschaftliche Privatsammlung Otto Hauser.
Von 1991 bis 1997 war Rudolf Drößler Stadtschreiber und Stadtchronist seiner Heimatstadt Zeitz. In diesen Jahren und danach verfasste er zahlreiche umfangreiche regionalgeschichtliche Veröffentlichungen.

## Werke (Auswahl)
- Wir beobachten den Himmel. 1963.
- Die Venus der Eiszeit. 1967, DNB 456489576.
- Als die Sterne Götter waren. Prisma-Verlag Zenner und Gürchott, Leipzig 1976, ISBN 3-404-64051-9.
- Kunst der Eiszeit von Spanien bis Sibirien. 1980.
- Brücken in die Vergangenheit. 1980, ISBN 3-332-00324-0.
- Spuren in die Vergangenheit. Ausgrabungen der letzten Jahrzehnte. Dausien, Hanau, 1980 (Illustrator Adelhelm Dietzel)
- Planeten, Tierkreiszeichen, Horoskope. Köhler & Amelang, Leipzig 1984, ISBN 3-451-04139-1.
- Kulturen aus der Vogelschau. 1987, ISBN 3-89340-001-X.
- Flucht aus dem Paradies. Leben, Ausgrabungen und Entdeckungen Otto Hausers, Halle 1988, ISBN 3-354-00168-2.
- Astronomie in Stein. 1990, ISBN 3-926642-25-4.
- mit Manuela Freyberg: Handlesen, Kartenschlagen, Pendeln. 1990, ISBN 3-451-04314-9.
- Menschwerdung. 1993, ISBN 3-332-00511-1.
- 2000 Jahre Weltuntergang. 1999, ISBN 3-429-02097-2.
- ZEITZ – Geschichte der Stadt. Band I, 2004.
- ZEITZ – Geschichte der Stadt. Band II, 2009, ISBN 978-3-937517-87-2.
- ZEITZ – Geschichte der Stadt. Band III, 2017, ISBN 978-3-95741-058-0.
- ZEITZ – Geschichte der Stadt. Band IV, 2021, ISBN 978-3-95741-167-9

## Ehrungen
- „Verdienstmedaille des Verdienstordens der Bundesrepublik Deutschland“ für Verdienste um die Stadt- und Regionalforschung 2002
- Ehrenbürger der Stadt Zeitz, 2012